# Радио «Надежда»
Радио «Надежда» — самое старое русскоязычное радио США. Платное радио, с чипами в радиоприёмниках, вещает на территории всех 50 штатов США, Канады, 420 городов вещания в пяти часовых поясах, включая Гонолулу на Гавайских островах. Главные офисы и вещательные комплексы радиостанции «Надежда» расположены в городах Нью-Йорк, штат Нью-Йорк и Сакраменто, штат Калифорния на западном побережье США. Аудитория более 60 тысяч радиослушателей.
Творческое лицо радио «Надежда» создали такие авторы, как Иосиф Шац и Стас Непомнящий. Уже тогда на радиостанции «Надежда» было более 200 авторов. Бывший хозяин Дэвид Моро реорганизовал радио «Надежда» в русскую телерадиокомпанию WMNB. Там и зародились русские телевизионные каналы Нью-Йорка.
Компания WMNB потерпела крах. Выжила радиостанция «Надежда». Дэвид Моро создал первое русское цифровое радио в США. Объединил в радиосеть «Альянс», вместе с радио «Надежда», 40 русских радиостанций из разных стран.
В 2007 году Моро продал радиобизнес супругам Ирине и Валерию Кицен из Сакраменто.
Среди авторов радио «Надежда»: Михаил Бузукашвили, Ирина Кицен, Анета Мейман, Евгений Сатановский, Соломон Волков, Гриша Брускин, Константин Монастырский, Питер Гриненко, Марк Штейнберг, Иосиф Лекарев, Инна Аралович, Борис Рабинер, Илья Левков, Натан Коган, Михаил Мармер, Виолета Таскар, Фира Грач, Аркадий Мар, Елена Гинстлинг, Клавдия Железная, Наталья Трошенкова и другие.
Среди передач радиостанции «Надежда» — круглосуточные новости, регулярные обзоры событий дня и мировой печати, прямые включения из столиц мира, политические дискуссии и комментарии, интервью с ведущими политиками, учеными, общественными деятелями Америки и мира, встречи и диалоги со звездами русского и американского радиоэфира, образовательные, познавательные, музыкальные передачи и игровые шоу, программы, рассматривающие проблемы иммиграции, адаптации и поиска работы в новой стране, проблемы здоровья и образования, а также полезные советы, передачи для детей и подростков. В эфире радио «Надежда» звучат российские, американские, а также международные музыкальные хиты.
В ноябре 2009 года в Москве на фестивале русскоязычных радиостанций зарубежья, организованного в честь 80-летнего юбилея российского иновещания радиостанцией «Голос России», а также в ноябре 2009 и 2010 годов на Ассамблеях фонда «Русский мир» радио «Надежда» было единственной частной радиокомпанией.

## Программы
- «Виртуальное кафе» — автор и ведущая Анета Мейман
- «Америка и мир» — ведущий Аркадий Мар, издатель и главный редактор газеты «Русская Америка, NY», писатель[2]